# Municipio de Quechultenango
El municipio de Quechultenango es uno de los 85 municipios que conforman el estado de Guerrero. La cabecera del municipio es la localidad de Quechultenango.

## Toponimia
El nombre Quechultenango proviene del náhuatl y admite varias interpretaciones: "lugar de murallas preciosas", "pájaros de pluma rica" y "lugar de aves de hermoso plumaje".

Cecilio Robelo, en su obra «Toponimia Tarasco-Hispano-Nahoa» señala que la palabra Quechulla significa "lugar de plumas".

## Geografía
El municipio integra la Región Centro, entre 200 y 2600 m s. n. m. de altitud.
Sus coordenadas geográficas extremas son 99°19'16.68" W - 99°00'32.40" W de longitud oeste y 17°08'18.96" N - 17°30'03.60" N de latitud norte.
Quechultenango tiene una superficie aproximada de 848 km². Limita al noreste con el municipio de Chilapa de Álvarez, al oeste con el municipio de Mochitlán, al sur con el municipio de Tecoanapa, al sureste con los municipios de Acatepec y Ayutla de los Libres y al suroeste con el municipio de Juan R. Escudero.
Según la clasificación climática de Köppen, el clima corresponde al tipo Aw - Tropical seco.
La totalidad de la superficie del municipio está incluida dentro de la Sierra Madre del Sur. Las principales elevaciones son los cerros Mexcaltepec o Volcán Negro, Pabellón, Campanario, Lagunilla y Excuintepec.

El recurso hídrico del municipio se basa en los cursos de la cuenca del río Papagayo.

## Demografía
De acuerdo a los resultados del Censo de Población y Vivienda de 2020 realizado por el Instituto Nacional de Estadística y Geografía, la población total del municipio es de 36 143 habitantes, lo que representa un crecimiento promedio de 0.41% anual en el período 2010-2020 sobre la base de los 34 728 habitantes registrados en el censo anterior. Al año 2020 la densidad del municipio era de 42,75 hab/km².
| Gráfica de evolución demográfica de Municipio de Quechultenango entre 2000 y 2020 |
|                                                                                   |
| Fuente: Instituto Nacional de Estadística Geografía e Informática                 |

El 48% de los habitantes eran hombres y el 52% eran mujeres. El 78.9% de los habitantes mayores de 15 años (18 937 personas) estaba alfabetizado. 

Algo más del 20% de la población, (7973 personas), es indígena. Las lenguas indígenas con mayor número de hablantes son las mixtecas, náhuatl, otomí, popoloca popoluca y tlapaneco.
En el año 2010 estaba clasificado como un municipio de grado alto de vulnerabilidad social, con el 49.73 % de su población en estado de pobreza extrema. Según los datos obtenidos en el censo de 2020, la situación de pobreza extrema afectaba al 56.4% de la población (29 105 personas).

### Localidades
En el censo de 2020 el municipio de Quechultenango contaba con 82 localidades.
| Código INEGI      | Localidad         | Población (2020) |
| ----------------- | ----------------- | ---------------- |
| 120510001         | Quechultenango    | 7 214            |
| 120510008         | Colotlipa         | 3 815            |
| 120510032         | Santa Fe          | 1 195            |
| 120510040         | Xochitepec        | 1 151            |
| 120510030         | San Martín        | 1 146            |
| 120510038         | Tonalapa          | 1 083            |
| Otras localidades | Otras localidades | 20 539           |
| Total municipal   | Total municipal   | 36 143           |

## Salud y educación
En 2010 el municipio tenía un total de 13 unidades de atención de la salud, con 34 personas como personal médico. Existían 64 escuelas de nivel preescolar, 73 primarias, 36 secundarias y 17 escuelas primarias indígenas.

## Actividades económicas
Según el número de unidades destinadas a cada sector, las principales actividades económicas del municipio son el comercio minorista, la elaboración de productos manufacturados y, en menor escala, la prestación de servicios de alojamiento temporal y preparación de alimentos y bebidas.